# (7802) Takiguchi
(7802) Takiguchi est un astéroïde de la ceinture principale.

## Description
(7802) Takiguchi est un astéroïde de la ceinture principale. Il fut découvert le 2 décembre 1996 à Ōizumi par Takao Kobayashi. Il présente une orbite caractérisée par un demi-grand axe de 2,43 UA, une excentricité de 0,19 et une inclinaison de 2,2° par rapport à l'écliptique.

## Compléments